# Штукатурка
Штукатурка (итал. stuccatura, от stucco «гипс, известь, алебастр») — отделочный слой, образованный затвердевшим строительным раствором. Применяется для оштукатуривания стен.
Родина штукатурки, как и многих других декоративных покрытий — Италия.

## Состав
Основные компоненты можно разделить на: вяжущие, наполнитель, добавки, растворитель. Для изготовления штукатурных растворов применяют неорганические вяжущие вещества: портландцемент, шлакопортландцемент, воздушная известь, гипсовые вяжущие. Цементы применяют для всех растворов, применяемых при влажности более 60 %.

## Классификация
Штукатурки можно классифицировать по предназначению:
- обычные (выравнивающие) штукатурки — предназначены для предварительной подготовки стен (создание плоской ровной поверхности с целью последующего нанесения более тонкослойных декоративных покрытий, окраске, оклейке обоями) и защиты внешних стен зданий от воздействия окружающей среды[1];
- специальные штукатурки — применяются в качестве изоляционного и экранизирующего слоёв (звукопоглощающие, огнезащитные, теплосберегающие, рентгенозащитные (баритовые) и другие)[1];
- декоративные штукатурки — используются при финишной отделке стен, потолков, конструкций для повышения их эстетической выразительности[1].

Штукатурки можно классифицировать на сухие, когда поверхность облицовывается готовыми крупноразмерными листами (плитами) заводского изготовления, и монолитные (мокрые), которые выполняются нанесением на поверхность штукатурного раствора.
В зависимости от класса здания (сооружения) и требований к качеству отделки поверхностей штукатурки можно классифицировать на:
- простые, применяемые в складских помещениях, временных зданиях и при последующей облицовке деревянных стен плиточными материалами;
- улучшенные, применяемые в жилых и общественных зданиях массового строительства;
- высококачественные, применяемые в зданиях, которые сооружаются по индивидуальным проектам[1].

## Виды
Декоративные штукатурки, в свою очередь, подразделяются на следующие виды:
- Цветная штукатурка, которая идеально подходит для отделки внутренних стен, дверных и оконных проемов.
- Каменная штукатурка, которая своим внешним видом напоминает натуральный камень.
- Венецианская штукатурка. Этот вид штукатурки по своему внешнему виду напоминает настоящий мрамор.
- Сграффито — этот вид штукатурки получил такое название благодаря особенностям нанесения.
- Терразитовая штукатурка. Этот вид подходит для отделки внутренних стен и фасадов.
- Шёлковая штукатурка или жидкие обои — предназначена для внутренних работ. Негорючая, не накапливает статическое электричество. Материал состоит из натуральных или синтетических волокон, минеральных наполнителей и различных декоративных добавок. Наносится пластиковым шпателем на оштукатуренные и покрытые грунтовкой или масляной краской поверхности. Имеет различные цветовые и фактурные решения, не имеет запаха, при нанесении получается бесшовное покрытие, материал эластичный и не трескается при «усадке» стен. Основной недостаток — слабая влагоустойчивость, но при обработке влагозащитным лаком можно использовать и в помещениях с повышенной влажностью (кухня, ванная комната и так далее).

Специальные штукатурки делятся на:
- Звукопоглощающие — чаще всего для основы используют такие связующие как: гипс; портландцемент; шлакопортландцемент; известь; каустический магнезит (в порошковом виде — магнезиальный цемент). В составах также могут применяться их смеси. В гипсовые составы для замедления схватывания добавляют известково-клеевой замедлитель (1 % от веса).[2]
- Огнезащитные — штукатурная смесь на основе портландцемента, вспученного вермикулита и целевых добавок, применяется для огнезащиты стальных и железобетонных конструкций. Наносится методом мокрого торкретирования с помощью штукатурных станций.[3]
- Рентгенозащитные — представляет собой сухую смесь на основе цемента. Рентгенозащитным материалом является молотый концентрат бария, задерживающий гамма и близкое к нему излучение. Для повышения защитных и прочностных свойств в составе смеси содержатся полимерные добавки. Смесь обладает высокими показателями пластичности и адгезии, влагостойка и экологически безопасна. Применяется штукатурка для отделки хранилищ источников излучения, гражданских строений, рентген-кабинетов, стоматологических кабинетов, кабинетов томографии.[4]

Самыми распространёнными обычными штукатурками являются: известковый раствор, цементно-песчаный раствор, гипсовые смеси.
- Известковые растворы применяются в основном при внутренних работах, основными преимуществами этого материала являются удобство и скорость его использования при нанесении, а также максимальная экологичность. Из недостатков можно отметить сравнительно низкую прочность по сравнению с другими материалами. Материал состоит из гашёной извести и речного песка в пропорции 1 : 4, используется с добавлением цемента.
- Цементно-песчаные растворы применяются как при внутренних, так и при наружных работах. Популярность объясняется дешевизной этих отделочных материалов. Они чуть более сложны в нанесении, но покрытие получается намного прочнее, чем при работах известковым или гипсовым раствором. Материал состоит из цемента и песка в пропорции 1 : 4, для пластичности в незначительных количествах добавляют известь или клей ПВА. Современные штукатурные смеси содержат пластификаторы, замедлители твердения, водоудерживающие и пеногасящие добавки. При соблюдении технологии нанесения, срок эксплуатации готового покрытия превышает несколько десятилетий. Цементно-песчаные растворы позволяют выровнять неглубокие изъяны поверхности (до 20 мм глубиной, свыше 20 мм применяют армирующие сетки плетенного типа из оцинкованной стали).
- Гипсовые смеси — предназначены для внутренних работ. При помощи гипсовых смесей можно получить гладкое покрытие белого цвета (или с оттенками жёлтого, голубого, розового, серого — зависит от карьера в котором добывалось само вяжущее). Основными недостатками материала являются его более высокая стоимость (на 10-15 % выше по сравнению с цементной смесью, на 20-25 % по сравнению с известковым раствором), недостаточная влагоустойчивость, невозможность применения при температуре эксплуатации ниже +5 °C и относительно низкая прочность. Также, в погоне за потребителем, желающим сэкономить на финишной тонкослойной смеси, в гипсовые штукатурки часто добавляют асбест и прочие неблагоприятные для здоровья человека химические добавки, придающие поверхности белизну. Однако, гипсовые штукатурки позволяют существенно упростить технологический цикл отделки и уменьшить затрачиваемое время на выравнивание стен, что сказывается на популярности данных материалов. Главные преимущества гипсовой штукатурки — высокая трещиностойкость, хорошая адгезия к основанию (сила сцепления с отделываемой поверхностью), возможность пробрасывать толстые слои за 1 проход без дополнительного армирования сеткой, пониженный расход материала (насыпная плотность сухой смеси около 1000 кг/м3, у цементной смеси — 1600—1800 кг/м3), получение гладкой поверхности штукатурного покрытия (маленький размер зерна).
- Магнезиальные смеси — предназначены для внутренних работ. Негорючие, высокопрочные, непылящие составы для оштукатуривания внутренних стен помещений под окраску, плитку, обои и т. п. Относятся к категории непылящих и негорючих материалов (категория горючести, ГОСТ30244-94 НГ).
- Гладкая марокканская штукатурка — за уникальные качества нашла дорогу из Марокко, где мастера передавали её рецептуру и технику нанесения из поколения в поколение на протяжении тысяч лет.

## Современные способы нанесения штукатурки
Обычные составы используются на строительных площадках и при ремонте для черновой отделки. Шпаклевки выпускаются различных марок для комнат и офисов. Перед оклейкой обоями под покраску рекомендуется нанести хотя бы один слой шпаклевки, так как после этого ее необходимо равномерно отшлифовать. Под покраску может потребоваться двойной слой шпаклевки, чтобы стена была гладкой и без каких-либо дефектов. 
Подвалы, склады и прочие нежилые помещения обычно отделываются простой штукатуркой. Для создания декоративных штукатурок используются различные цвета, разнообразные способы нанесения, фактурные поверхности и всевозможные добавки. Такие штукатурки, если они не окрашены, обычно готовы к использованию после высыхания. 
Основными способами профессионального нанесения штукатурки на поверхность являются:
- Механизированная штукатурка стен. Для выполнения механизированной штукатурки стен используется специальное оборудование, которое позволяет отказаться практически от всего ручного труда. Этот метод повышает производительность работ и улучшает их качество за счет значительного сокращения ручного труда. Механизированная штукатурка стен выполняется в пять-шесть раз быстрее, чем ручной метод.

- Штукатурка стен по маякам. Исторически сложилось так, что отделка стен или потолка была трудоемким и длительным процессом. Требовалось периодически шпаклевать и выравнивать поверхность. Современные технологии позволили выполнять подобные работы в больших масштабах за несколько дней. В этом помогло использование строительных правил и настенных маяков.

## Использование в современном интерьере
В последнее время использование декоративной штукатурки в интерьере становится все более популярным и распространенным видом отделки помещений. Сегодня это одна из лучших альтернатив обоям или стенам под покраску и оптимальное решение для отделки современного интерьера в классическом, скандинавском стиле или, к примеру, для лофт-дизайна. Состав прекрасно «ложится» на гипсокартон, бетон, кирпич, мрамор, дерево, гранит, кожу и даже ткань. Стену, отделанную декоративной штукатуркой, можно украсить барельефом или путём добавления к готовому раствору камней, ракушек или любых других элементов в зависимости от композиции и идеи. Декоративная штукатурка натуральна, гиппоаллергенна, весьма неприхотлива в уходе, обладает светоотражающими свойствами, высоким уровнем паропроницаемости, долговечностью и механической прочностью.

## Комментарии
1. ↑  Сухое, Глава 2.3. «Строительные растворы и сухие строительные смеси для отделочных работ». § «Материалы для изготовления растворных смесей», с. 65.